# Bujang (Lut Tawar)
Bujang is een bestuurslaag in het regentschap Aceh Tengah van de provincie Atjeh, Indonesië. Bujang telt 495 inwoners (volkstelling 2010).